# Elasmus issikii
Elasmus issikii är en stekelart som beskrevs av Keizo Yasumatsu och Kuranaga 1961. Elasmus issikii ingår i släktet Elasmus och familjen finglanssteklar. Inga underarter finns listade i Catalogue of Life.